# ايفولوشن ستوديوس
ايفولوشن ستوديوس (بالإنجليزية: Evolution Studios)‏ هي شركة بريطانية متخصصة في ألعاب الفيديو ، تأسست عام 1999 ويقع مقرها في تشيشير، المملكة المتحدة. تم تأسيسها عن طريق ميك هوكينغ وإيان هيثرنجتون تقوم الشركة بـ تطوير ألعاب الفيديو.

## من ألعابها
| اسم اللعبة             | سنة الإصدار | المنصة                        |
| ---------------------- | ----------- | ----------------------------- |
| '                      | 2001        | بلاي ستيشن 2                  |
| WRC II Extreme ‏        | 2002        | بلاي ستيشن 2                  |
| WRC 3 ‏                 | 2003        | بلاي ستيشن 2                  |
| WRC 4 ‏                 | 2004        | بلاي ستيشن 2                  |
| '                      | 2005        | بلاي ستيشن 2                  |
| موتر ستورم             | 2006        | بلاي ستيشن 3                  |
| موتر ستورم: باسفك رفت  | 2008        | بلاي ستيشن 3                  |
| MotorStorm: Apocalypse | 2011        | بلاي ستيشن 3                  |
| MotorStorm: RC         | 2012        | بلاي ستيشن 3, بلاي ستيشن فيتا |
| درايف كلوب             | 2014        | بلاي ستيشن 4                  |

## وصلات خارجية
- الموقع الإلكتروني